# Triethylzinniodid
Triethylzinniodid ist eine zinnorganische Verbindung.

## Herstellung
Triethylzinniodid kann ausgehend von Tetraethylzinn hergestellt werden, indem dieses mit Zinn(II)-iodid, Quecksilber(II)-iodid oder Palladium(II)-iodid umgesetzt wird. Eine andere mögliche Synthese ist die Reaktion von Bis(triethylzinn)sulfid mit Silberiodid. Weiterhin ist die Alkylierung von Diethylzinn mit Ethyliodid als Synthesemöglichkeit bekannt.

## Reaktionen
Durch Reduktion von Triethylzinniodid mit Lithiumaluminiumhydrid in Diethylether ist Triethylzinnhydrid erhältlich. Durch Reaktion mit Silberbromid wird Triethylzinnbromid erhalten. Analog wird mit Silbercyanid Triethylzinncyanid erhalten, mit Silberchlorid Triethylzinnchlorid, mit Silberoxid Bis(triethylzinn)oxid, mit Silberacetat Triethylzinnacetat und mit Silberfluorid Triethylzinnfluorid. Auch eine entsprechende Umsetzung mit Silberbenzoat zu Triethylzinnbenzoat ist bekannt.